# Наджаф-султан Карачорлу
Наджаф-султан Карачорлу (азерб. Nəcəf sultan Qaraçorlu; род. 1682 — ум. 1753) — полководец, хаким Дербента (1736—1741)

## Биография
Наджаф-султан родился в Хорасане в знатной Курдской семье, происходившей из рода Карачорлу.
Когда восстание в Дербенте было жестоко подавлено, Мурад-Али-хан по приказу Надир-шаха был казнен, а на его место был назначен Наджаф-султан.
Антииранские восстания в Дербенте и в других местах вызвали озабоченность Надир-шаха Афшара. Для подавления восстания и усмирения непокорных жителей крепости были направлены значительные силы, с которыми прибыли новый правитель Ширвана топчи-баши Сердар-бек Кырхлу и назначенный правителем Дербента Наджаф-султан Карачорлу.
Наместник шаха в Дербенте Наджаф-султан получил приказ идти с войсками на соединение с Хасбулатом «и как оное войско в Тарки прибудет то сколько шемхал сможет собрать своего войска и с оным персицким войском идти на Сурхая и на тавлинцев».
Опасаясь этого единства и готовности к отпору, персидские военачальники начали отдельные операции из-под Дербента. В начале июня 10-тыс. корпус Наджаф-султана выступил против горцев, чтобы пресечь усиливающийся союз между Сурхай-ханом Казикумухским и кайтагским уцмием Ахмед-ханом.
В мае 1741 г. шах обратился к владетелям Северной Кумыкии через шамхала Хасбулата с предложением поступить к нему на службу, обещая высокие чины и богатые вознаграждения. «Но токмо оные князья, — доносил в Кизляр аксаевский владетель Али-бек, — у него шаха в подданстве быть не хотят, объявляя, что они подданные российские и желают быть в подданстве российском неотменно».
С той же целью, стараясь не допустить объединения сил местных владетелей, ещё до прибытия самого шаха иранские военачальники начали отдельные операции из-под Дербента. Подтверждение тому — выступление в начале июня 10-тысячного отряда Наджаф Султана из Дербента «для разорения Сурхая и пресечения чтоб он не сообщился с Усмеем».
В конце июля — течении августа 1741 году персидские войска продвигались с военными успехами и добились захвата Дженгутая, Акушу и Казикумух, осадили Кубачи. Провозгласив себя правителем Дагестана, Наджаф -султан после этих побед потребовал в течение 10 дней доставить в его лагерь на службу по 1 тыс.полностью экипированных всадников, по 1 тыс. быков и по 3 тыс. баранов на кормление его войска и по 1 тыс. дворов для переселения в Персию «на вечное житье».